# Colapso del techo del Real Plaza Trujillo
El colapso del techo del Real Plaza Trujillo o la Tragedia de Trujillo de 2025 hace referencia a un acontecimiento ocurrido en la ciudad de Trujillo (Perú), cuando aproximadamente a las 20:41 del 21 de febrero del 2025, el techo del patio de comidas de un centro comercial se desplomó frente a la presencia de numerosos clientes, dejando 8 fallecidos y más de 80 heridos, entre ellos menores de edad.
Se trata de uno de los sucesos mortíferos más importantes ocurridos en un lugar de ocio gestionado por una empresa privada y el tratamiento de las víctimas ha sido comparado con el del incendio de la discoteca Utopía en Jockey Plaza. El Grupo Intercorp fue multado por Indecopi por no adoptar medidas para indemnizar a las víctimas.

## Antecedentes

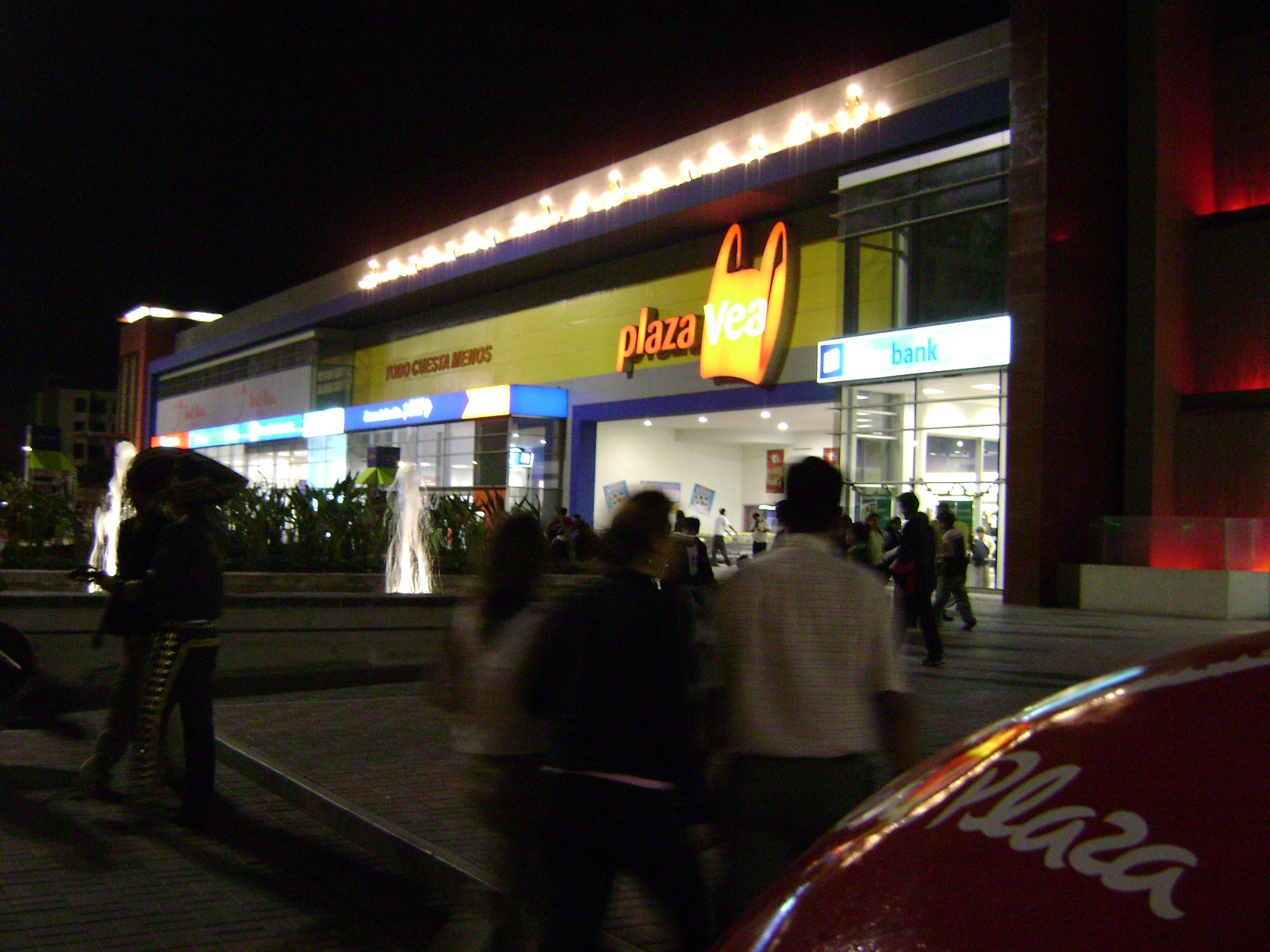
Real Plaza Trujillo, lugar del incidente, fotografiado en 2008.

El centro comercial Real Plaza Trujillo fue inaugurado el 16 de noviembre de 2007 por la firma argentina BMA Estudio y, durante los años posteriores, recibió ampliaciones y remodelaciones; una de ellas fue la del patio de comidas, construido en 2015 y techado a principios de 2016. Esta remodelación fue realizada por BGS Ingenieros y supervisada por la empresa SCTH. Posteriormente, el arquitecto municipal, quien sería sentenciado por corrupción, aprobó modificaciones para el techo con el propósito de aumentar la recepción comercial.
En 2014, el gobierno peruano estableció el reglamento de las Inspecciones Técnicas de Seguridad en Edificaciones, en el que se exigía la aprobación de cuatro especialistas en la revisión de las edificaciones, pero esta exigencia se dejó de lado. En la modificación de 2018 (Decreto Supremo n.º 02-2018-PCM), que entró en vigor, se indicó que las municipalidades estaban limitadas a realizar un «procedimiento ocular» a las estructuras.
En 2023, los congresistas peruanos Diego Bazán, Alejandro Cavero y Adriana Tudela empezaron a elaborar proyectos de ley para flexibilizar los requisitos de seguridad de las infraestructuras del país. Como resultado, se promulgó la Ley 31914, aprobada en octubre con 86 votos a favor, 22 en contra y 9 abstenciones. Dicha ley estableció la clausura del área del establecimiento que genera el riesgo durante 48 horas, sin afectar al funcionamiento en su totalidad. Caretas señaló que esta norma ha contribuido a reducir de manera significativa las inspecciones de seguridad en zonas comerciales.
En diciembre de 2023, el exalcalde de Trujillo, Arturo Fernández, ordenó la clausura del centro comercial Real Plaza Trujillo debido a sus deficiencias estructurales e irregularidades en las instalaciones eléctricas y afirmó que «lo adecuado hubiera sido su demolición». A pesar de las observaciones y advertencias de la municipalidad, el centro comercial fue reabierto al público el 5 de enero de 2024, ante las presiones de otros políticos.  Por su parte, la cadena emitió un comunicado en el que anunciaba que sus instalaciones, incluidas las señaladas como defectuosas en la clausura, se encontraban «en perfecto estado». No es la primera vez que se notificaban deficiencias, ya que en las filiales de Arequipa (2011) y Juliaca (2019) se alertaba de caídas de tejado, pero la empresa no tomaba medidas al respecto.
El gerente local de Real Plaza Trujillo afirmó en 2025 que contaba con una licencia de funcionamiento actualizada en 2019 y un certificado de inspección técnica de seguridad de septiembre de 2024. El local solo se comprometía a realizar el mantenimiento de los sistemas eléctricos y de agua. Asimismo, admitió que no sabía si se habían entregado documentos para regularizar el establecimiento. En una entrevista con El Comercio, el gerente general de Real Plaza, Misael Shimazu, afirmó que no se habían realizado modificaciones en el techo años antes de la tragedia y descartó que se hubiera sugerido alguna medida para reforzar la estructura. Mario Reyna Rodríguez, sucesor de Arturo Fernández, admitió que, en la inspección de septiembre de 2024, solo se podía comprobar lo que exigía el decreto supremo de 2018, es decir, no se podían detectar fallos en partes ocultas de las instalaciones como el interior del techo.
Según el Organismo Supervisor de la Inversión en Infraestructura de Transporte de Uso Público, una posible causa que pudo agudizar la situación y provocar el posterior colapso, sería «un exceso de agua retenida en el techo debido a la temporada de lluvias que estaría pasando el país». Conforme al dominical Punto final, los trabajadores del centro comercial ya se habían percatado de extraños ruidos en el techo un día antes de la tragedia. El ingeniero Darwin La Torre supuso que se alcanzaron los 100 kilogramos por metro cuadrado sobre una estructura de techado que solo resistiría 30 kilogramos y que no había forma de drenarlo.
Independientemente de los factores externos que provocaron el colapso, el semanario Hildebrandt en sus Trece reveló una tesis fiscal en la cual se comprobó que los elementos de soporte comenzaron a deteriorarse y la gerencia se negó a revisarlos. Estas fueron fotografiadas y serían determinantes para esclarecer los hechos. El dominical Panorama comprobó el deterioro cuando las vigas y los pernos estaban oxidados.

## Cronología

### 21 de febrero

#### Colapso del techo

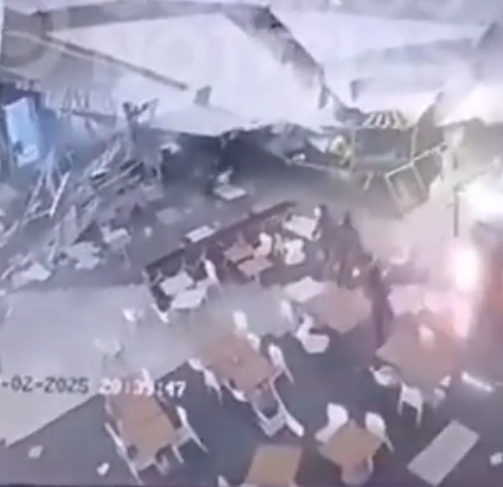
Momento exacto captado por una CCTV del derrumbe del techo en el Real Plaza.

En la noche del 21 de febrero del 2025 (aproximadamente entre las 20:41), en el patio de comidas del Real Plaza Trujillo, el techo que cubría el local colapsó dejando 8 fallecidos y más de 80 heridos que se encontraban en las instalaciones. El incidente fue reportado tiempo después, aproximadamente a las 21:11 del mismo día.

#### Respuesta al accidente

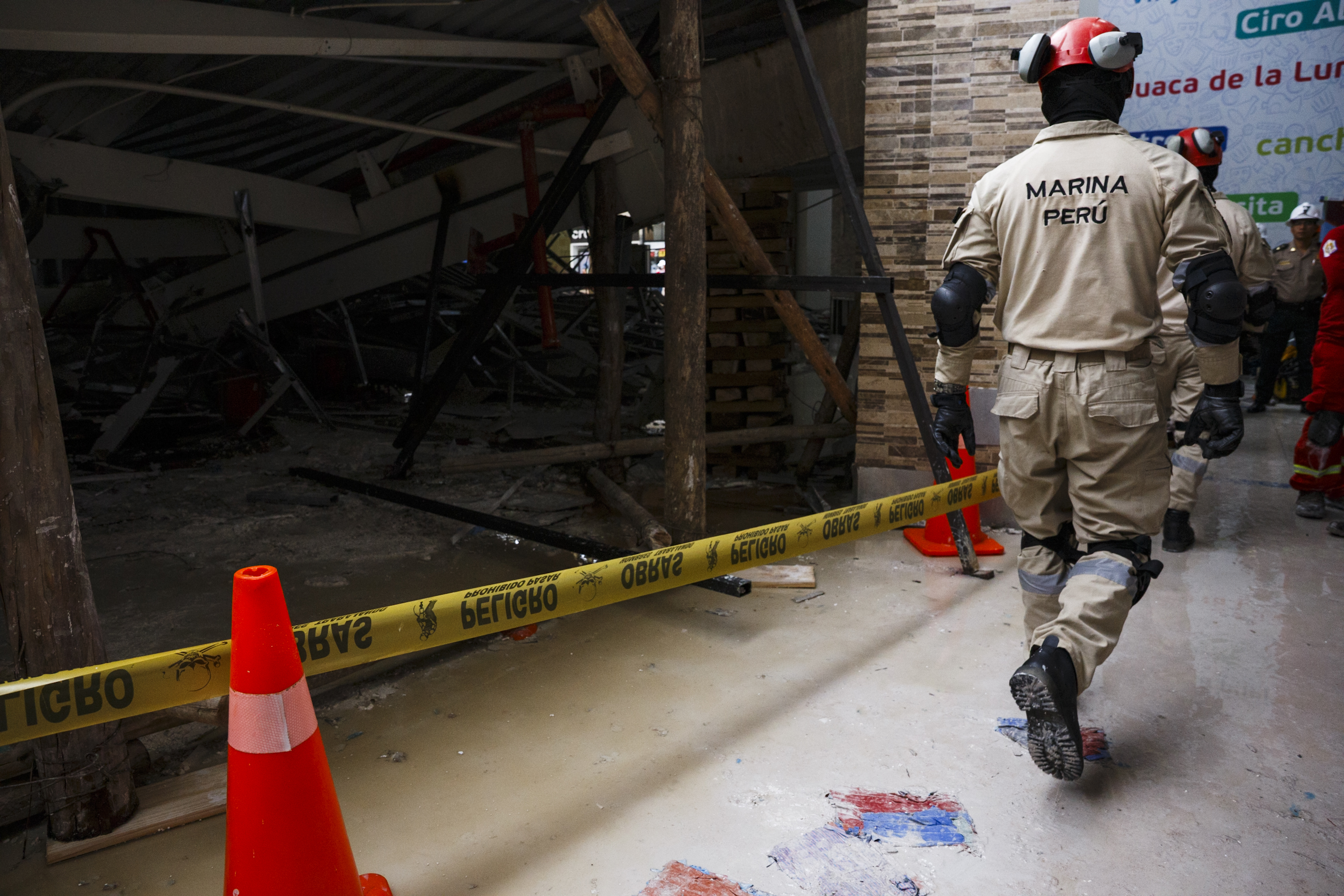
Labores de rescate por parte de la Marina de Guerra del Perú ante el derrumbe del techo.

Ante la emergencia, el Ministerio de Salud (MINSA) envió un equipo compuesto por 14 profesionales de la salud en un vuelo aéreo para atender a los heridos, mientras que el gobierno regional de La Libertad desplegó equipos de rescate y coordina esfuerzos con la Policía Nacional y los bomberos. A lo largo de la noche, el presidente del Consejo de Ministros, Gustavo Adrianzén, y el ministro del Interior, Juan José Santivañez, se comunicaron con las autoridades locales para coordinar los esfuerzos de emergencia.
Tras el incidente, por medio de su cuenta de X (antes Twitter), el Centro Comercial Real Plaza envió un comunicado a la gente lamentando lo sucedido y al día siguiente ordenó cerrar todos sus locales a nivel nacional durante todo el sábado 22 de febrero como señal de duelo ante lo ocurrido. De igual manera, el MINSA dispuso el traslado aéreo para heridos críticos hacia hospitales en Lima.
Pasada las horas, el ciudadano Edison Tito Peralta inició un proceso por los presuntos «delitos de homicidio culposo, lesiones culposas, omisión de auxilio y exposición al peligro, atentado contra la seguridad común y negligencia en construcción u obras públicas» acusando principalmente a los representantes de Intercorp y del Real Plaza.
En medio de la desesperación y por el tráfico en la zona, varios motociclistas de delivery que se encontraban cerca de las instalaciones decidieron ayudar transportaron a los rescatistas hasta la zona del colapso, agilizando las labores de emergencia.
A las 10 de la noche, el MINSA anunció que había 20 heridos. El gerente regional de salud, Aníbal Morillos Arqueros, declaró que en el lugar había dos fallecidos, aunque no precisó las edades. Además, señaló que en el lugar había un niño con la pierna atrapada por los escombros. Se reportó que una niña, atrapada en los escombros, envió un mensaje a sus familiares con un video donde mencionaba que «no era una balacera, estoy atrapada... Estoy entre escombros».
A las 11 de la noche, el MINSA compartió una primera lista de 17 heridos. El Ministerio del Interior (MININTER), reportó que la cifra de fallecidos había ascendido a 3 y que 150 efectivos de la policía y personal de los bomberos se encontraban realizando labores en la zona de emergencia. Además, Morillos informó que la cifra de heridos había ascendido a 74, siendo entre ellos 10 a 11 niños con edades entre 2 y 10 años.

### 22 de febrero

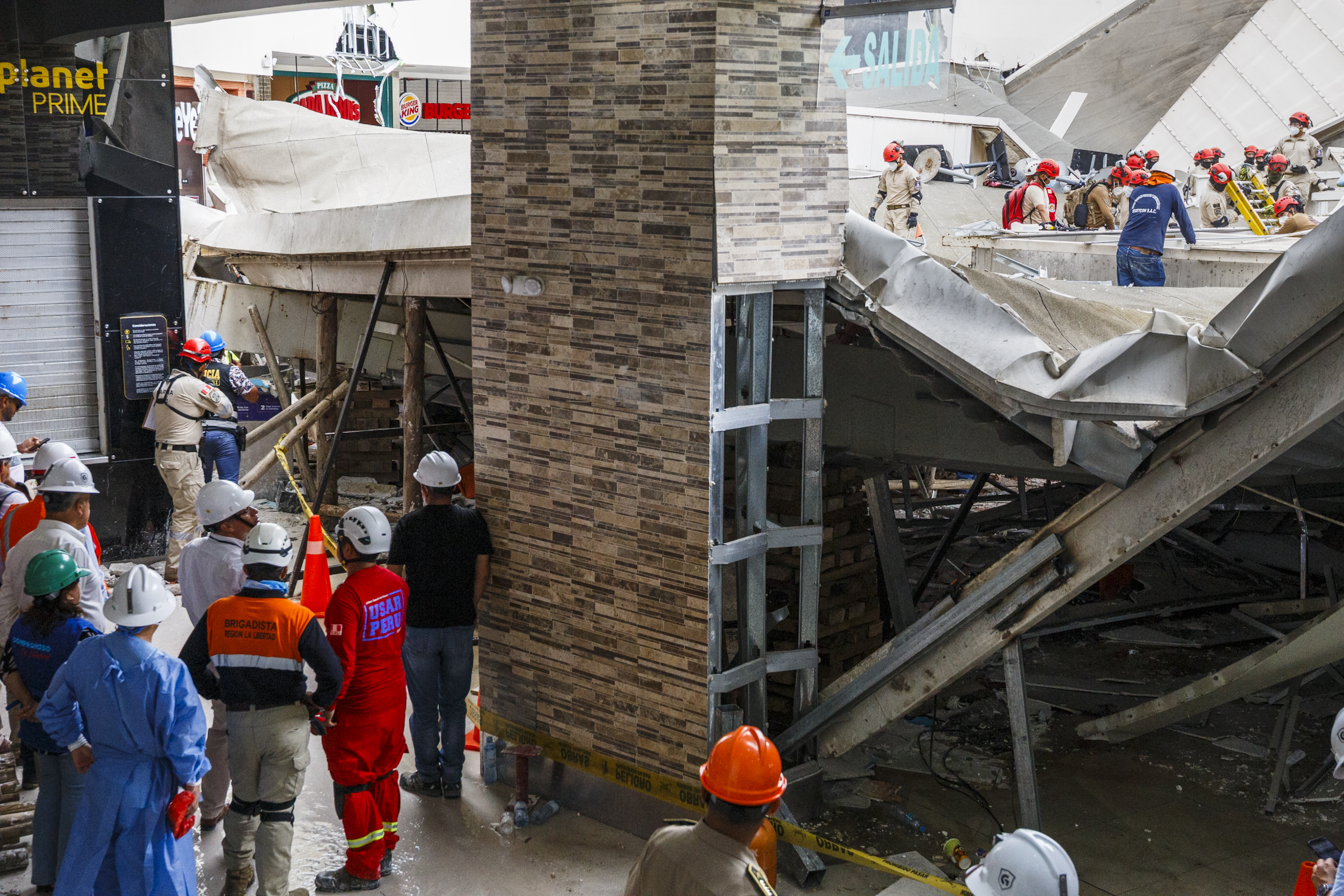
Diversos equipos de rescate buscando gente bajo los escombros del techo colapsado el 22 de febrero, un día después del incidente.

Durante la madrugada del 22 de febrero, un equipo de perros de rescate intentaron entrar al recinto para ayudar en las labores, pero no pudieron debido al ruido que emitían las discotecas aledañas. Debido a esto, la regidora provincial, Sandra Trujillo, resalto que existe una ordenanza que impide que este tipo de establecimientos funcionen más allá de las 2:00 horas; sin embargo, la fiesta continuó más allá de las 3:00 horas. De igual manera, se informó que la cifra de muertos había aumentado a 4. Posteriormente, el Ministerio de Defensa (MINDEF) informó que había, según reportara los bomberos de forma extraoficial, 6 fallecidos, siendo que 5 murieron en el lugar de los hechos y 1 en el hospital. Con el transcurso del día, se informó de la muerte de 8 personas, incluido una familia de 3 conformada por un policía, su esposa y la bebé de ambos de 2 años. Se reportó la existencia de 84 heridos.
Ese mismo día, la Municipalidad Provincial de Trujillo decidió clausurar el establecimiento de forma temporal. De igual manera, Indecopi empezó investigaciones en contra del Centro Comercial. El partido por la Liga 1 entre Universitario de Deportes y Atlético Grau, que se iba a disputar en el Estadio Mansiche, ubicado en Trujillo, fue suspendido temporalmente por el duelo regional. El Concurso Nacional de Marinera que se llevaría a cabo durante el siguiente fin de semana en la ciudad también fue suspendido por la Municipalidad Provincial de Trujillo.

### 23-26 de febrero
El 23 de febrero, el centro comercial emitió un comunicado en el que se comprometía a que algunas clínicas atendieran a los heridos. Sin embargo, la Defensoría del Pueblo informó de que se habían negado a atender a los heridos de la tragedia, condicionando la atención a una garantía económica que entró en investigación por Susalud. Eduardo Morón, presidente de la Asociación Peruana de Empresas de Seguros (APESEG), afirmó que el centro comercial contaba con pólizas de seguro que se activaron tras el accidente y que cubren los gastos médicos de los heridos, a pesar de que los seguros no son obligatorios en el país.
El 24 de febrero, el municipio de Trujillo por medio de un comunicado, anunció que tomaría acciones legales en contra del Grupo Intercorp y sus principales gerentes, en el documento, la institución expresó su postura y las acciones que se están llevando a cabo para atender esta situación.
Ese mismo día, el Instituto Nacional de Defensa de la Competencia y de la Protección de la Propiedad Intelectual notificó a Real Plaza Trujillo el inicio de un proceso de investigación contra «los que resulten responsables por el trágico suceso ocurrido en el patio de comidas del centro comercial», por infringir los artículos del Código de Protección y Defensa del Consumidor. Durante ese proceso, se ordenó a Real Plaza que asumiera los gastos relacionados con la salud y la sepultura de las personas afectadas. El 25 de febrero, la Contraloría General de la República inició su propia investigación para revisar los certificados ITSE otorgados por el municipio al establecimiento comercial.
El 26 de febrero, la Tercera Fiscalía Penal Corporativa de La Libertad ordenó a sus peritos que inspeccionaran el techo y que visualizaran los vídeos de las cámaras de seguridad del centro comercial, y para ello se invitó a los familiares de las víctimas y a sus abogados.

## Consecuencias

### Cifras

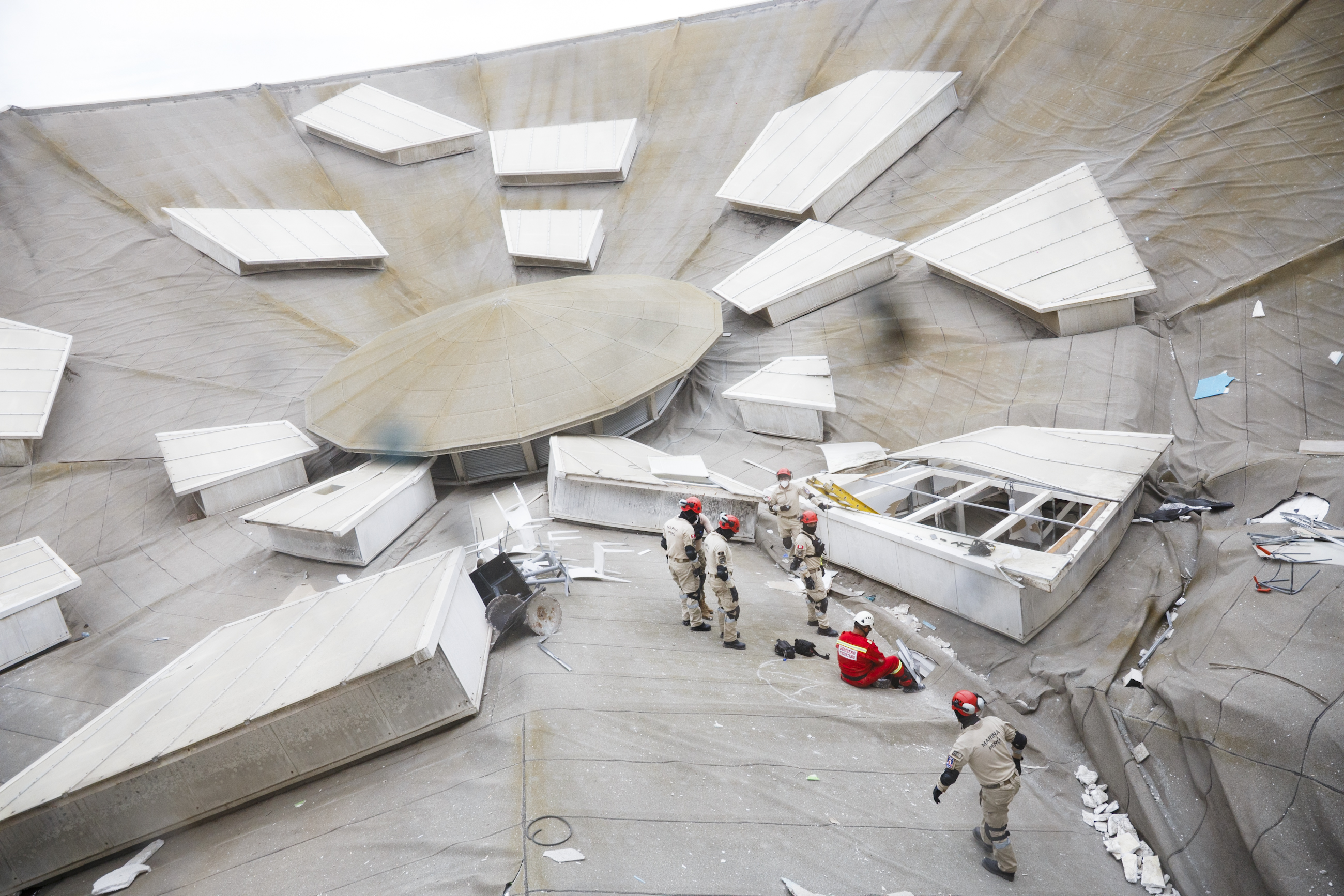
CGBVP y MGP buscando víctimas en el lugar del suceso.

En la noche del 22 de febrero, el Cuerpo de Bomberos de La Libertad informó que se habían reportado 8 fallecidos y 84 heridos. Sin embargo, al día siguiente, el Instituto Nacional de Defensa Civil (Indeci) ajustó las cifras a 6 fallecidos y 81 heridos, siendo estas las cifras oficiales hasta el momento. Luego de ello, Indeci concluyó con los labores de búsqueda de víctimas, descartando nuevos fallecidos.
Al 26 de febrero, se dio a conocer que 29 heridos permanecían hospitalizados, mientras que otros 70 fueron dados de alta. Al 28 de febrero, la cifra de internados se redujo a 17.

### Inspección de centros comerciales a nivel nacional
Entre los días 23 y 25 de febrero, debido a lo ocurrido en Trujillo (La Libertad) múltiples equipos de fiscalizadores clausuraron el Real Plaza Huancayo, el de Villa María del Triunfo, los de Ate Vitarte (Puruchuco y Santa Clara), el patio de comidas de la sede del de Piura Metropolitana y el de Huánuco al ser considerados como una «bomba de tiempo» por ciertas fallas en sus infraestructuras. En las filiales de Chichayo, Cuzco, Juliaca y Arequipa se estableció un plazo de entre dos y quince días para realizar las correcciones necesarias en sus infraestructuras. De igual manera, algunas municipalidades decidieron clausuran establecimientos no relacionados directamente con la marca «Real Plaza» pero que contaban con ciertas deficiencias (ya sea por deficiencias estructurales o por infracciones sanitarias) como el Mallplaza en Bellavista, Plaza del Sol en Huacho, la de un Plaza Vea en La Molina y una sede de un supermercado Tottus en el distrito anteriormente mencionado, entre otros. El 27 de febrero la clausura llegó al Real Plaza Centro Cívico, uno de los lugares más concurridos del centro de Lima.
Como resultado, la situación de esos lugares se mantuvo incierto, ya que, si la empresa no conseguía el certificado de inspección, tendrían que desalojar las tiendas. El Ministerio de Trabajo pidió a los trabajadores de los lugares intervenidos que tuvieran paciencia.

### Protestas en Trujillo
El 24 de febrero, familiares, deudos y ciudadanía en general se congregaron en los exteriores del Real Plaza de Trujillo para exigir justicia por los seis fallecidos y 81 heridos tras el colapso del techo del patio de comidas. Para ello, prendieron fuego a maderas en la puerta de ingreso y escribieron mensajes como «asesinos» en los exteriores. Para resguardar el centro comercial, personal de la División Nacional de Operaciones Especiales (Dinoes) se apostó en el interior de Real Plaza. El 26 de febrero, los ciudadanos mantuvieron un altar dedicado a los fallecidos en el frontis del Real Plaza, y convocaron a una protesta cerca del Ministerio Público de Trujillo. Según el portal Buena Pepa, el altar se fue desgastando con el paso de los días.

## Homenajes a las víctimas
Tras la tragedia, el 23 de febrero, múltiples ciudadanos del área metropolitana de Trujillo realizaron una vigilia a las afueras del centro comercial, en la que prendieron velas y colocaron pancartas en honor a los fallecidos y heridos. También exigieron una investigación intensiva por parte de las autoridades con el fin de dar con los principales culpables de este incidente. Además, en el mismo lugar, se hizo un altar en honor a las víctimas.
Al día siguiente, se realizó un homenaje póstumo por parte de la Policía Nacional del Perú en honor al suboficial Percy Chávez, a su hija y a su esposa Daniela de la Cruz, los tres fallecidos en la tragedia. En el caso de Percy sus restos fueron llevados la comisaría Miramar, mientras que los de Daniela a la Universidad Católica de Trujillo, para que sea despedida por sus compañeros en su centro de estudios. Ese mismo se realizó el homenaje póstumo a Harumi Carbajal, una trabajadora de Ripley de 24 años, que también falleció en el accidente.

## Reacciones

### Desde Real Plaza
- La directora de operaciones de Real Plaza, Garlet Rodríguez, declaró que el foco de la organización era dar «apoyo a las víctimas y sus familias», señalando que desplegaron asistentes sociales para dar acompañamiento a los heridos.[101] Por su parte, el gerente general de Real Plaza, Misael Shimazu, informó que iniciarán una investigación propia por colapso de su centro comercial en Trujillo y a la vez lamentó la pérdida de vidas y anunció que la empresa se hará cargo de aquellos que se encuentran heridos.[102] Intercorp, dueña de Real Plaza, emitió un comunicado expresó sus condolencias a los familiares de las víctimas y aseguró que iban a trabajar «conjuntamente con los organismos del Estado, hasta que se logre esclarecer las causas de lo ocurrido». Anunció, además, que iban a dar el apoyo necesario a las víctimas.[103]
- A pesar de su compromiso en sus entrevistas, el gerente Misael Shimazu no quiso responsabilizarse de la tragedia[104] ni dar detalles sobre el colapso del techo[105] ni sobre cómo atendió a los afectados.[106] Entretanto, algunos familiares de las víctimas mortales afirmaron que la empresa no había proporcionado ningún tipo de ayuda,[107][108] mientras que uno de los supervivientes que había perdido una pierna solo recibió una carta[109][110] y otro obtuvo una compensación de 1200 soles.[111] La Junta de Fiscales Superiores de La Libertad inició una investigación al conocer que el centro comercial no había iniciado la entrega de la documentación.[112][113]
- A cuatro días de la tragedia, el centro comercial se hizo responsable civilmente, pero no penalmente.[114] Negó la versión en la que hubo agua acumulada en el techo y habilitó una línea telefónica para ofrecer ayuda física y psicológica a las víctimas.[114] El vicepresidente de Real Plaza anunció que destinarían 20 millones de soles a los afectados.[115] Conforme a Infobae, a mediados de marzo, la empresa llegó a acuerdos extrajudiciales con 80 de los 93 agraviados.[116] La empresa prefirió ocultar los detalles, al tratarlos de «confidenciales».[117]
- Julio Rafael Rivera Feijóo, ingeniero civil y diseñador estructural del edificio, asumió su responsabilidad de la construcción del techo.[118] Además, advirtió que en las instalaciones de Trujillo había microfisuras que habrían debilitado su estructura y solicitó una revisión urgente en estructuras similares en Chiclayo y Cajamarca para evitar futuros incidentes.[119]
- A cuatro meses de la tragedia, el semanario Hildebrandt en sus Trece reveló que Intercorp seguía instando a los afectados a abandonar el proceso de la fiscalía. La fiscal Carmen Varas ha solicitado repetidamente a Real Plaza que entregue copias de los acuerdos con las víctimas para su análisis, pero la empresa no ha respondido a esta solicitud ni ha querido facilitar los documentos a los afectados.[120]
- En agosto de 2025, Indecopi multó a Intercorp con más de medio millón de soles por no haber acreditado de manera adecuada y completa el cumplimiento de los protocolos de actuación durante el derrumbe del techo.[121]

### Desde el Estado
- El Gobernador Regional de la Libertad, César Acuña, exigió una investigación en profundidad para esclarecer las causas del incidente y sancionar a los responsables del derrumbe del techo del centro comercial. Además, aseguró que el Gobierno regional brindará asistencia integral a los afectados[122] y criticó la aparente indiferencia del Grupo Intercorp hacia las personas afectadas. Respecto a esta última, el gerente del centro comercial negó tal crítica.[106]
- La presidenta de la República, Dina Boluarte, expresó sus condolencias a los familiares de las víctimas, mencionando que «no podemos permitir que el interés económico prime sobre el bienestar y la vida, un bien jurídico que debe estar por encima de cualquier otro» solicitando que se realizaran las investigaciones correspondientes y se sancionen a los responsables con una pena «severa».[123]
- El ministro del interior, Juan José Santiváñez, de igual manera pidió a las autoridades que se investigue causas del colapso en el Real Plaza.[124]
- Debido al incidente, el ingeniero Jaime Limonchi Guerrero, gerente de la gestión del riesgo de desastres de Puente Piedra, explicó al medio Infobae, «que se debe tener en consideración el proceso constructivo del local, es decir, si no se han abaratado costos o si contaba con un sistema de drenaje».[56]
- El congresista, Eduardo Salhuana, «exigió identificar a responsables de la negligencia detrás del colapso de techo en Real Plaza Trujillo».[125]
- Posterior a los sucesos ocurridos en Real Plaza Trujillo las autoridades municipales han procedido con la clausura parcial o total de varios establecimientos comerciales luego de pasar por las respectivas inspecciones. Los centros comerciales que han sido clausurados en forma total se encuentran Real Plaza Santa Clara, Real Plaza Villa María, Real Plaza Puruchuco, Real Plaza Huancayo, Plaza Center Lurín, Plaza Vea Huancayo, Plaza Vea La Perla, Tottus La Molina, Tottus Begonias, Mall Plaza Bellavista y Plaza del Sol Huacho; mientras que los establecimientos cerrados en forma parcial están Real Plaza Cusco, Real Plaza Piura, Real Plaza Huánuco, Molina Plaza y Plaza del Sol (Ica).[126][127]

### Externas
- La conductora de televisión, Magaly Medina, por medio de su programa mostró su conmoción frente a la tragedia y a la vez realizó un llamado a las autoridades asegurando que «esto pudo haberse prevenido».[128] Sobre la falta de responsabilidad en el incidente, Medina comentó que «todo el mundo se echa la pelota».[129] Cuando los familiares de la fallecida Harumi Carbajal la criticaron por interrumpir su entrevista, Medina prefirió que el público no lo considerara un espacio de ayuda social.[130]
- El periodista César Hildebrandt opinó en su pódcast semanal que el colapso correspondería a años de prácticas corruptas que buscan maximizar el lucro en detrimento de la seguridad de las personas. Además, criticó a Carlos Rodríguez Pastor, dueño del grupo empresarial Intercorp, por delegar la labor corporativa a terceros.[131]
- Crisólogo Cáceres, presidente de la Asociación Peruana de Consumidores y Usuarios, responsabilizó a Intercorp de la tragedia de Real Plaza por haber vulnerado derechos básicos de los consumidores, como el derecho a la seguridad y a recibir servicios idóneos. Indicó que Intercorp nunca había utilizado la palabra «indemnizar» en sus comunicados.[132]
- La exministra de la Mujer, Rosario Sasieta, instó a las víctimas del derrumbe del techo del centro comercial a que no firmen ningún documento hasta contar con asesoría legal. Además, advirtió que las investigaciones podrían complicarse si se confirma que las autoridades del centro comercial conocían las deficiencias estructurales antes del derrumbe.[133]
- Integrantes de la agrupación musical Grupo 5 dieron sus condolencias a las víctimas del accidente ocurrido.[134]
- Christian Cueva, futbolista nacional y actual jugador del Club Cienciano, también se sumó a las reacciones a través de sus redes sociales. El jugador compartió una imagen en sus historias de Instagram con un mensaje de solidaridad: «Oremos por los niños, familiares y todas las personas que estuvieron en este terrible accidente, que se encuentren todos sanos y salvos».[134]
- El influencer José Pastor por medio de TikTok envió sus condolencias a los afectados, aparte de confirmar que su madre estuvo en el lugar del accidente y que el tuvo que rescatarla con apoyo de algunas autoridades en el local.[135] El influencer Ric La Torre denunció la falta de apoyo a las víctimas del incidente a través de la misma red social y advirtió que esto y otros comentarios sobre la tragedia suelen tener consecuencias negativas a la hora de contratar con anunciantes.[136]
- El Club Universitario de Deportes, el Club Carlos A. Mannucci y el Club Deportivo Universidad César Vallejo enviaron sus condolencias a las familias afectadas por medio de sus redes sociales.[137][138] El director de UCV y excongresista, Richard Acuña, dio las condolencias, pero no atendió en el centro comercial con su padre, César, y dijo que había dejado la política.[139]
- La líder del fujimorismo, Keiko Fujimori, hizo declaraciones en vídeo nueve días antes de la tragedia, en las que exigió que se impongan sanciones ejemplares a los responsables y cuestionó la tardanza de las autoridades en tomar medidas preventivas. Sin embargo, sobre la participación de su partido en la ley 31914, optó por no hacer declaraciones.[140]